# Église Saint-Martin-de-Tours de Marigot
L'église Saint-Martin-de-Tours est une église catholique située à Marigot dans l'île de Saint-Martin.

## Historique
Avant cette date, et face à la dominance anglo-saxonne protestante, les catholiques, minoritaires dans l'île, n'avaient aucun lieu de culte. Le premier curé est arrivé en 1936.
En 1971, une extension de l'église a été entreprise ainsi que la construction d'un presbytère.

## Architecture
L'édifice a été construit selon une technique employant de la pierre et de la chaux.